# Newell (Virginia Occidentale)
Newell è un census-designated place (CDP) degli Stati Uniti d'America, situato nello stato della Virginia Occidentale, nella contea di Hancock.